# Gare routière Casablanca-Ouled Ziane
La Gare routière de Casablanca-Ouled Ziane, située à Casablanca près du fameux quartier "Derb Al Kabir", est la plus importante gare routière au Maroc. 800 autocars desservant l'ensemble du pays y transitent chaque jour.